# Linnaemya paralongipalpis
Linnaemya paralongipalpis là một loài ruồi trong họ Tachinidae.